# Life/Drawing
Life/Drawing (ook uitgebracht als Apartment 12) is een Amerikaanse romantische komedie uit 2001, waarmee Dan Bootzin debuteerde in zowel de functie van regisseur als in die van scenarioschrijver. Hij won met de film het Birmingham Sidewalk Moving Picture Festival 2001 en het Phoenix Film Festival 2002.

## Verhaal
Alex (Mark Ruffalo) is een aspirerend kunstschilder die bijna al zijn tijd besteedt aan zijn artistieke bezigheden, maar die het maar niet lukt om door te breken. Om de eindjes aan elkaar te knopen tot de langverwachte ontdekking komt, werkt hij als pizzabezorger voor een lunchroom. Thuis besteedt hij al zijn tijd en aandacht aan het schilderen. 'Thuis' is de woning van Alex' vriendin Yvette (Anne-Marie Johnson). Zij is het alleen beu dat hij zoveel aandacht besteedt aan zijn schilderwerk zonder dat er enig succes uit voortkomt. Ze verbreekt de relatie en zet Alex het huis uit. Omdat ze zelden zijn aandacht lang genoeg weet vast te houden om hem iets serieus te kunnen vertellen, maakt ze hem duidelijk dat het over is door het slot op de voordeur te vervangen wanneer Alex weg is en een begeleidend briefje op het stoepje te leggen.
Alex is stomverbaasd wanneer hij er niet meer in blijkt te kunnen. In de verwachting dat Yvette en hij het binnen de kortste keren zullen bijleggen, huurt hij tijdelijk een eigen woonruimte. Zo komt hij terecht bij Ray (Alan Gelfant), die hem als beheerder van het appartementencomplex waar hij zelf woont het vrijstaande appartement nummer twaalf verhuurt. Hij wordt meteen verwelkomd door Sylvia (Mary Coleston) van nummer vijftien, die als een moederkloek de bewoners op haar gang in de gaten houdt. Naast hartelijk en flirterig blijkt ze enorm nieuwsgierig. Tijdens de eerste de beste nacht komt Alex er ook achter dat naast hem een veel ruziemakend en enorm luidruchtig Spaans stel woont. Hij klopt aan bij Ray om hem hierop te wijzen, maar omdat hij zijn deur laat openstaan, vlucht zijn buurvrouw intussen Alex' woning in trekt de deur achter zich dicht. De buurman (Manuel Cabral) laat zich hier niet door tegenhouden en vernielt de deur om bij zijn vrouw te kunnen komen.
Wanneer Ray de volgende dag Alex' deur staat te maken, vertelt Alex hem dat hij dit niet pikt en een andere woonruimte wil zoeken. Ray zegt hem dat hij dat wel kan doen, maar dat hij een maand huur vooruit en borg heeft betaald en hij dat geld van de eigenaars niet terug mag geven vanwege de kapotte deur. Die heeft Alex weliswaar niet zelf vernield, maar als hij de deur niet open had laten staan dan had de buurvrouw niet naar binnen kunnen rennen. Wanneer Alex die middag met Yvette wil gaan praten, ziet hij haar door het raam met een andere man en vertrekt hij overstuur. Ray werpt zich op als zijn nieuwe vriend en neemt hem mee naar een bar, om nieuwe vrouwen te ontmoeten. Dat wordt een sof voor Alex. Hij blijft wel in het appartementencomplex wonen, dat een kleine gemeenschap blijkt te zijn waarin iedereen elkaar kent en zich te pas en te onpas, maar meestal op een goedbedoelde manier met elkaar bemoeit. Sylvia blijft met Alex flirten, hij blijft de buurman ontmoeten die steeds weer rokend in zijn badjas over de gang loopt omdat hij er weer eens is uitgezet en Ray loopt met een eigen sleutel doodleuk Alex' appartement binnen wanneer hem dat uitkomt. Dan ontmoet hij in de wasruimte Lori (Beth Ulrich). Zij blijkt de nieuwe bewoonster van appartement elf en daarmee Alex' overbuurvrouw te zijn. Hoewel hij het niet direct aan haar of zichzelf wil toegeven, is hij meteen onder de indruk van haar. Hij vindt dat hij zich hoort te richten op het schilderen, maar wanneer zij de eerste stap zet geeft hij toe en ontstaat er een relatie. Alex wil die graag geheim houden voor de andere bewoners van hun hal, maar die hebben zichtbaar hun vermoedens.
Lori werkt voor de luchtmacht en weet niets van kunst, laat staan de moderne abstracte schilderijen waarmee Alex het wil maken. Dat maakt haar niet uit, want ze toont zich geïnteresseerd en geamuseerd door waar Alex zich mee bezighoudt en maakt er het beste van vanuit haar referentiekader. Wanneer Lori hem een peper- en zoutvaatje ziet schetsen op een servetje in het restaurant, moedigt ze hem wel aan om dát ook vaker te doen. De volgende dag doet ze hem een schetsboek cadeau met het betekende servetje erin als stille hint. Alex trekt zich er weinig van aan, want hij jaagt voor zijn eigen gevoel een hoger artistiek doel na. Hij komt alleen helemaal vast te zitten met zijn schilderijen en begint aan zijn eigen talent te twijfelen, want de galeries willen zijn werk niet. Ze vinden het werk zonder ziel. Hij wordt van zijn overpeinzingen niet vriendelijker en voelt zich door Ray en Lori al helemaal niet begrepen op artistiek vlak. Hij maakt er geen geheim van dat zij er volgens hem niet genoeg van weten. Wanneer Lori hem op een avond in bed vertelt dat ze van hem houdt, geeft Alex geen antwoord. Hij twijfelt eraan of iemand als Lori wel iets voor hem is.
Wanneer Alex op een middag weer elitair doet over zijn bezigheden, heeft Lori er genoeg van. Ze zet hem de auto uit en verbreekt hun relatie. Thuisgekomen blijkt ook Ray boos. Alex' gemok en pretentieuze gedrag heeft de stemming in het appartementencomplex behoorlijk verziekt. Daarom wil Ray dat Alex vertrekt. De frustratie die dit teweegbrengt bij Alex blijkt precies dát bij hem boven te brengen waarmee hij een ziel aan zijn schilderijen kan geven. Nadat hij Sylvia's laatstgebrachte schotel spaghetti tegen één van zijn doeken gooit, komt hij namelijk op het idee een tentoonstelling te maken van schilderijen met echte etenswaren daarin verwerkt. De galeriehouder is hier zo van gecharmeerd dat Alex er zijn eerste expositie mee mag houden. Door zijn succes ziet Yvette hem ineens weer staan, maar ditmaal wijst Alex haar af. Hij realiseert zich dat Lori wel degelijk degene is die hij wil. Hij mist haar. Daarom gaat hij terug naar het appartementencomplex, maar nummer elf is leeg. Ray vertelt Alex dat Lori is verhuisd, maar geeft na enig aandringen haar nieuwe adres aan Alex, hoewel hem was gevraagd dit niet te doen.
Wanneer Lori thuiskomt, vindt ze op een kastje het schetsboek dat ze Alex cadeau deed. Het blijkt volgetekend met schetsen van haar, die Alex getekend heeft terwijl zij naast hem lag te slapen. Alex zelf ziet ze wanneer ze de hoek omloopt naar haar keuken. Hij kon zonder sleutel naar binnen omdat ze de deur niet op slot had gedaan, precies hoe Lori hem voor het eerst opzocht na hun eerste ontmoeting in de wasruimte.

## Rolverdeling
- Mark Ruffalo - Alex
- Beth Ulrich - Lori
- Alan Gelfant - Ray
- Anne-Marie Johnson - Yvette
- Mary Coleston - Sylvia
- Krystina Carson - Darlene
- Manuel Cabral - Alex' Spaanstalige buurman
- Geoffrey Hughes - Marc
- Sheri Bagley - Ilene
- Thea Constantine - Linda
- Timothy McNeil - Alex' baas in de lunchroom
- Ralph Rangel - Alex' collega in de lunchroom
- Michael J. Saul - eigenaar van Alex' beoogde galerieruimte